# Saint-Henri-de-Taillon
Saint-Henri-de-Taillon es un municipio canadiense situado en la provincia de Quebec.

## Superficie
Saint-Henri-de-Taillon tiene una superficie de 61,74 km².

## Demografía
En 2021, tenía 803 habitantes, una densidad poblacional de 13 hab./km², y 504 viviendas.